# Oreortyx
Oreortyx is een geslacht van vogels uit de familie Odontophoridae.

## Soorten
Het geslacht bestaat uit slechts één soort:
- Oreortyx pictus – Bergkwartel